# Mariner 4
Mariner 4 je bilo naslednje uspešno vesoljsko plovilo v Nasinem medplanetarnemu vesoljskem Programu Mariner potem, ko je Mariner 2 14. decembra 1962 uspešno preletel planet Venero.
Za ta projekt, katerega cilj je bil Mars, so izdelali dve enaki plovili. Mariner 3 so 5. novembra 1964 sicer uspešno izstrelili, a se obloga sonde na vrhu rakete nosilke ni pravilno odprla in plovilo ni doseglo planeta.
Tri tedne kasneje 28. novembra so iz Cape Kennedyja z raketo nosilko Atlas-Agena D izstrelili Mariner 4, ki je čez osem mesecev prispel v bližino rdečega planeta. Mariner 4 je letel mimo Marsa 14. julija 1965 in pri tem sploh prvič slikal kakšen drug planet.
Slike iz majhnega tračnega zapisovalca so pokazale udarne kraterje, podobne Luninim, vendar je njihov izvor ostal nepojasnjen. Nekateri so bili prekriti z zmrzaljo zaradi hladnega Marsovega večera. Vsega skupaj je Mariner 4 poslal na Zemljo 22 slik, slikanih z razdalje 9.677 km nad površino. Sonda je odkrila, da je atmosferski tlak zelo majhen, od 4 do 10 mbarov in, da je tanka atmosfera sestavljena večinoma iz ogljikovega dioksida. Čeprav je atmosfera zelo tanka divjajo na Marsu velikanski močni peščeni viharji, ki včasih prekrijejo celotno površino planeta. Sonda je zaznala tudi šibko magnetno polje.
Plovilo, kateremu so predvideli življenjsko dobo malo več kot osem mesecev, je dejansko delovalo še tri leta v tirnici okoli Sonca in nadaljevalo z dolgoročnim raziskovanjem Sončevega vetra ter s sestrsko sondo Mariner 5, izstreljeno proti Veneri leta 1967, opravljalo usklajene meritve.
Stik z Marinerjem 4 so izgubili 20. decembra 1967.